# Methylidyngroep
Methylidyn, of (ongesubstitueerd) carbyn is een organische verbinding waarvan de moleculen bestaan uit een enkel waterstof-atoom gebonden aan één koolstof-atoom. Het is de stamverbinding van de carbynen, die gezien kunnen worden als het resultaat van de vervangen van het waterstofatoom door een andere functionele groep.
Het koolstofatoom heeft één of drie ongepaarde elektronen, afhankelijk van de vraag of het molecuul zich in de grond-, respectievelijk aangeslagen toestand bevindt. Het molecuul is in ieder geval een radicaal. Overeenkomstig kan de chemische formule dus geschreven worden als: CH• or CH3• (of ⫶CH) waarbij elk puntje een ongepaard elektron weergeeft. De met deze notaties samenhangende namen zijn dan methylylideen of hydridocarbon(•), en methaantriyl of hydridocarbon(3•). Los van deze theoretische overwegingen wordt de formule meestal genoteerd als {\displaystyle {\ce {CH}}}.
Methylidyn is een zeer reactief gas, dat onder normale (aardse) omstandigheden snel wegreageert. In de interstellaire ruimte is het echter ruimschoots aanwezig: het was het eerste molecuul dat daar aangetoond werd.

## Naamgeving
De triviale naam carbyn heeft ook de voorkeur van de IUPAC
- Volgens de regels van de substitutie-naamgeving wordt het molecuul beschouwd als methaan waarvan drie waterstof-atomen verwijderd zijn. Dit leidt tot de systematische naam "methylidyn".
- Worden de regels van de additienomenclatuur gevolgd, dan wordt het molecuul beschreven als een waterstof-atoom dat aan een koolstof-atoom gebonden is. Dit geeft "hydridocarbide" als naam.
- In beide voorgaande naamsystemen wordt de eventueel wel of niet aangeslagen toestand genegeerd. Als dit wel in de naam wordt opgenomen geeft de toestand met 1 ongepaard elektron de namen: "methylylidene" of "hydridocarbon(•)". De aangeslagen toestand met 3 ongepaarde elektronen krijgt dan als naam: "methanetriyl" of "hydridocarbon(3•)".

## Binding

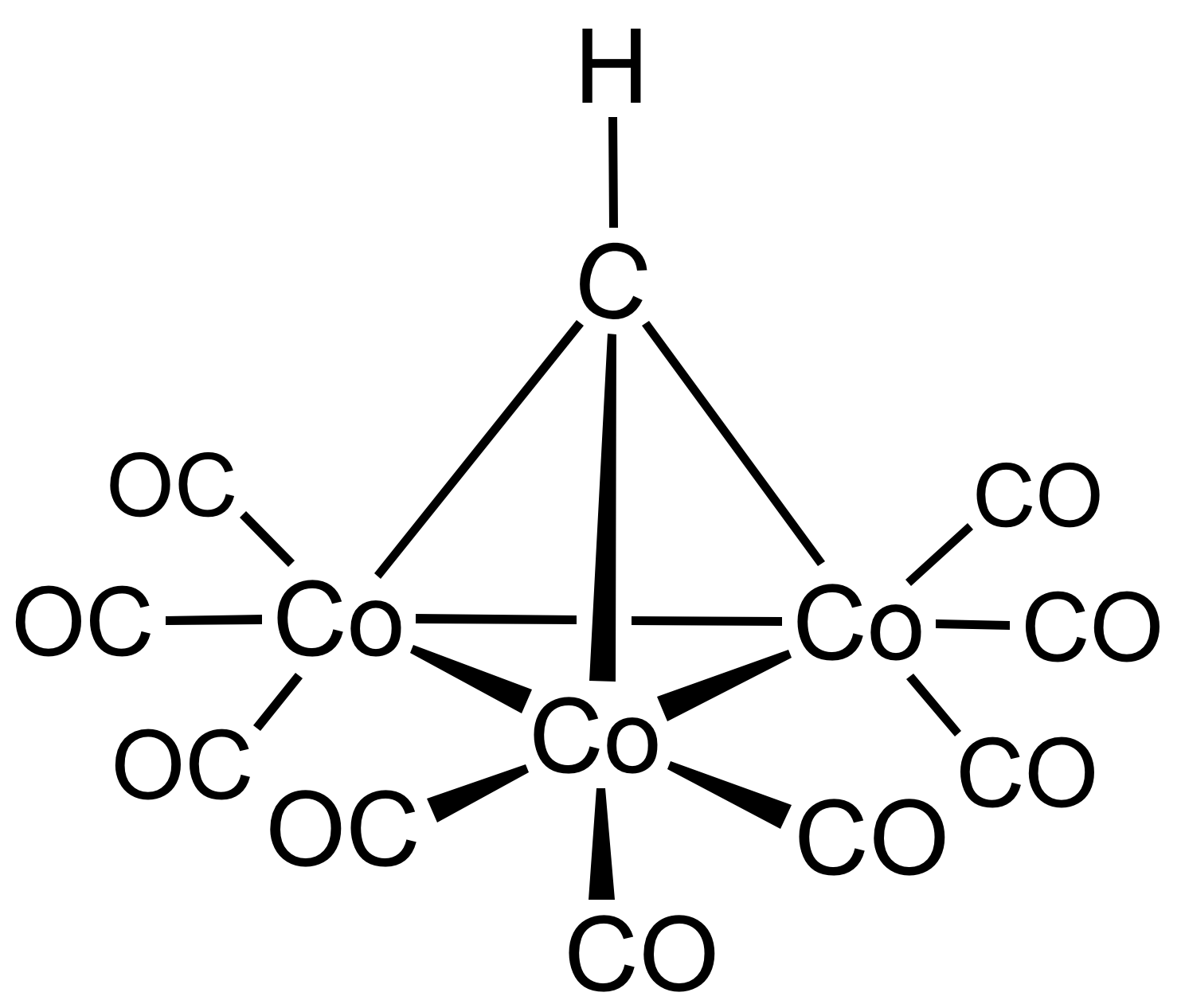
HCCo3(CO)9, een metaalcomplex met een methylidyn-ligand.

Als een molecuul met een oneven aantal elektronen, is {\displaystyle {\ce {CH}}}  een radicaal. De grondtoestand is een doublet (X2Π), de eerste en de tweede aangeslagen toestand, met drie ongepaarde elektronen, zijn een kwartet (a4Σ−) en een doublet (A2Δ). Het kwartet heeft een energie die 71 kJ/mol boven de grondtoestand ligt.
Reacties van het doublet-radicaal met niet-radicalen omvatten zowel inserties als additiereacties:
{\displaystyle {\ce {[CH]^{.}(\mathrm {X} ^{2}\Pi )\ +\ H_{2}O\ ->\ [CHO]^{.}\ H_{2}\ \ of\ \ [CH_{2}(OH)]^{.}}}}
Het kwartet-radicaal geeft doorgaans aanleiding tot het onttrekken van een atoom of molecuuldeel aan de reactiepartner:
{\displaystyle {\ce {[CH]^{3.}(a^{4}\Sigma )\ +\ H2O\ ->\ [CH2]\ +\ [OH]^{.}}}}
Methylidyn kan aan metaal-atomen binden als een tridentaat-ligand in coördinatieverbindingen. Een voorbeeld is methylidyntricobaltnonacarbonyl.

## Voorkomen en reactiviteit

### Fischer–Tropsch intermediair
Methylidyn-achtige deeltjes zijn impliciet intermediairen in de Fischer-Tropsch-reactie, de hydrogenering van koolmonoxide tot koolwaterstoffen. Aangenomen wordt dat methylidyn-deeltjes binden aan het oppervlak van de katalysator. Een voorgesteld reactiemechanisme is:
MnCO + (1/2) H2 → MnCOH
MnCOH + H2 → MnCH + H2O
MnCH + (1/2) H2 → MnCH2
In het MnCH-intermediair is via een tridentaat ligand aan het metaal gekoppeld.
Het carbeencomplex in de laatste reactie wordt vervolgens gekoppeld aan CO of aan een andere methyleengroep, met als gevolg een groeiende koolstof-keten.

### Amfoteer gedrag
De methylidyn -groep kan kan zowel als Lewisbase als -zuur optreden. Deze aspecten van de chemie van methylidyn zijn alleen van theoretisch belang. Praktisch is het niet mogelijk deze eigenschappen te bestuderen of te gebruiken.

### In de interstellaire ruimte
In oktober 216 rapporteerden astronomen dat een aantal basisingrediënten voor leven, het methylidyn radicaal ⫶CH, het positief geladen koolstof-waterstof-ion :CH+, en het koolstof-ion ⫶C+ eerder ontstaan ten gevolge van ultraviolet licht van sterren dan zoals eerder gedacht door meer explosieve gebeurtenissen als supernova's of juist processen in heel jonge sterren. Dit inzicht werpt een nieuw licht op de vorming van organische verbindingen en de vroegste ontwikkeling van het leven op aarde.

## Synthese
Methylidyn kan bereid worden uit bromoform (tribroommethaan).